# Pepingen
Pepingen és un municipi belga de la província de Brabant Flamenc a la regió de Flandes. Està compost per les seccions de Pepingen, Bogaarden, Heikruis, Elingen, Beert i Bellingen.

## Seccions
| #   | Nom       | Extensió (km²) | Població (01/01/2006) |
| --- | --------- | -------------- | --------------------- |
| I   | Pepingen  | 13,08          | 1.490                 |
| II  | Beert     | 2,98           | 543                   |
| III | Bellingen | 4,01           | 748                   |
| IV  | Bogaarden | 4,94           | 406                   |
| V   | Elingen   | 3,00           | 440                   |
| VI  | Heikruis  | 7,68           | 725                   |

Font: Ajuntament de Pepingen